# You're Not You
You're Not You é um filme de drama estadunidense, dirigido por George C. Wolfe, e estrelando Hilary Swank, Emmy Rossum e Josh Duhamel. Foi baseado no romance You're Not You de Michelle Wildgen.

## Enredo
Kate (Hilary Swank), é uma pianista clássica que foi diagnosticada com Esclerose Lateral Amiotrófica. Seu marido Evan (Josh Duhamel) tenta encontrar alguém para cuidar de sua esposa. Bec (Emmy Rossum) - uma estudante universitária - se aplica para o trabalho, apesar de sua falta de experiência. Kate vê algo especial em Bec e quer tê-la como sua cuidadora para ajudá-la com coisas cotidianas, como tomar banho. Eventualmente Kate se separa de Evan devido ao seu breve caso com outra mulher, bem como a sua vontade de não ser invisível. Ela acha que se tornou a pessoa em sua vida segurando-o de volta. Ela sai com Bec e fica a noite. Na parte da manhã, diz a Bec para levá-la para uma casa de vida assistida, mas Bec se recusa a deixá-la lá. Em vez disso, eles visitam Evan em seu escritório para que Kate possa dizer que ela não quer mais ficar com ele.
Bec e Kate têm um par de aventuras, incluindo ir a um clube, encontrar outro casal onde a esposa também tem a esclerose, e tentam "terapia de ervas". Elas vão eventualmente para uma festa para a filha do amigo de Kate. Kate pede para segurar o bebê, mas tem um ataque de tosse e quase derruba o bebê. Enquanto Bec está cuidando de Kate, Evan aparece e Kate tem Bec dizendo-lhe que a razão que ela queria que ele fosse embora não foi por causa da traição dele. Estava cansada de ser invisível. A esposa do casal que conheceram anteriormente tem complicação devido à sua condição e é hospitalizada. Ela assusta Kate quando vê o que acontece eventualmente com pacientes nas mesma situação. Bec conversa brevemente com os "melhores amigos" de Kate que lhe dizem para dizer a Kate que a amam, sentem falta e estão aqui por ela. Evan visita a casa novamente, mas Kate e Bec o deixam de novo. A visita dos pais de Bec para o Natal e uma conversa com sua mãe que é ouvida sobre o monitor por Kate faz com que Kate assuste Bec porque ela acredita que sua doença está arruinando a vida de Bec como fez com Evan. As duas discutem e Bec abandona Kate.
Kate vai para casa de seus pais e participa de uma festa de Natal com Evan, sugerindo que eles estão juntos novamente. Eventualmente, Bec recebe notícias de que Marilyn, a outra paciente de esclerose que eles conheceram, morreu. Ela deixa com Evan uma carta endereçada a Kate que Marilyn enviou para alguns de seus amigos. Kate é hospitalizada pouco depois e descobre-se que foi dada à Bec autoridade médica sobre Kate. Mesmo que a mãe de Kate a implore para colocar Kate em um ventilador, Bec se recusa e, em vez disso, leva para sua casa com Evan. Bec ajuda Kate a tocar sua peça favorita de Chopin no piano novamente. Depois que Evan professa seu amor por ela, Kate e Bec estão na cama, onde Kate faz Bec prometer não pedir ajuda hoje à noite e encontrar alguém para si que possa vê-la. Bec concorda, com a condição de que Kate prometa aceitar um elogio. E Bec agradece a Kate pelos sapatos que ganhou de presente dela, por tê-la ensinado a cozinhar e deixando que ela experimentasse isso com Kate e não deixando que ela atrapalhasse este trabalho. Kate morre naquela noite e Bec, incapaz de ficar sozinha no outro quarto, segura-a enquanto ela toma sua última respiração. O filme termina com Bec finalmente se encontrando com Will, um garoto legal que vem perseguindo ela, e se apresentando no clube, sem sofrer de medo de palco.

## Elenco
- Hilary Swank como Kate
- Emmy Rossum como Bec
- Josh Duhamel como Evan, marido da Kate
- Stephanie Beatriz como Jill
- Jason Ritter como Will
- Julian McMahon como Liam
- Loretta Devine como Marilyn
- Ernie Hudson como John
- Ali Larter como Keely
- Andrea Savage como Alyssa
- Marcia Gay Harden como Elizabeth
- Frances Fisher como Gwen, mãe da Kate
- Geoff Pierson como pai da Kate
- Mike Doyle como Tom
- Beau Knapp como Jackson
- Erin Chenoweth como Cynthia
- Gareth Williams como Bruce
- Gerald Downey como Bill
- Ed Begley Jr. como Tio Roger